# Primula chamaethauma
Primula chamaethauma är en viveväxtart som beskrevs av William Wright Smith. Primula chamaethauma ingår i släktet vivor, och familjen viveväxter. Inga underarter finns listade i Catalogue of Life.